# BMW R 1200 C

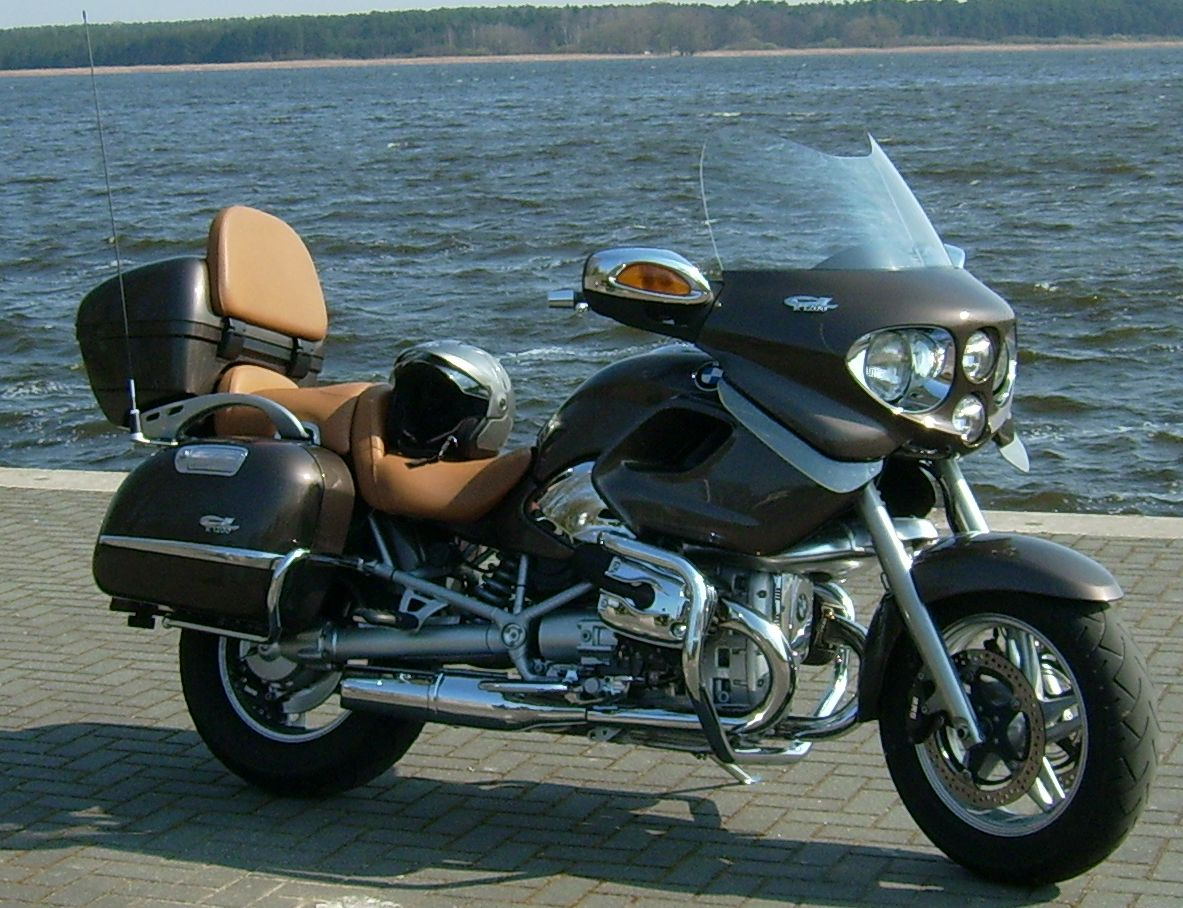
R 1200 CL, Modellcode K30 (0442,0496)

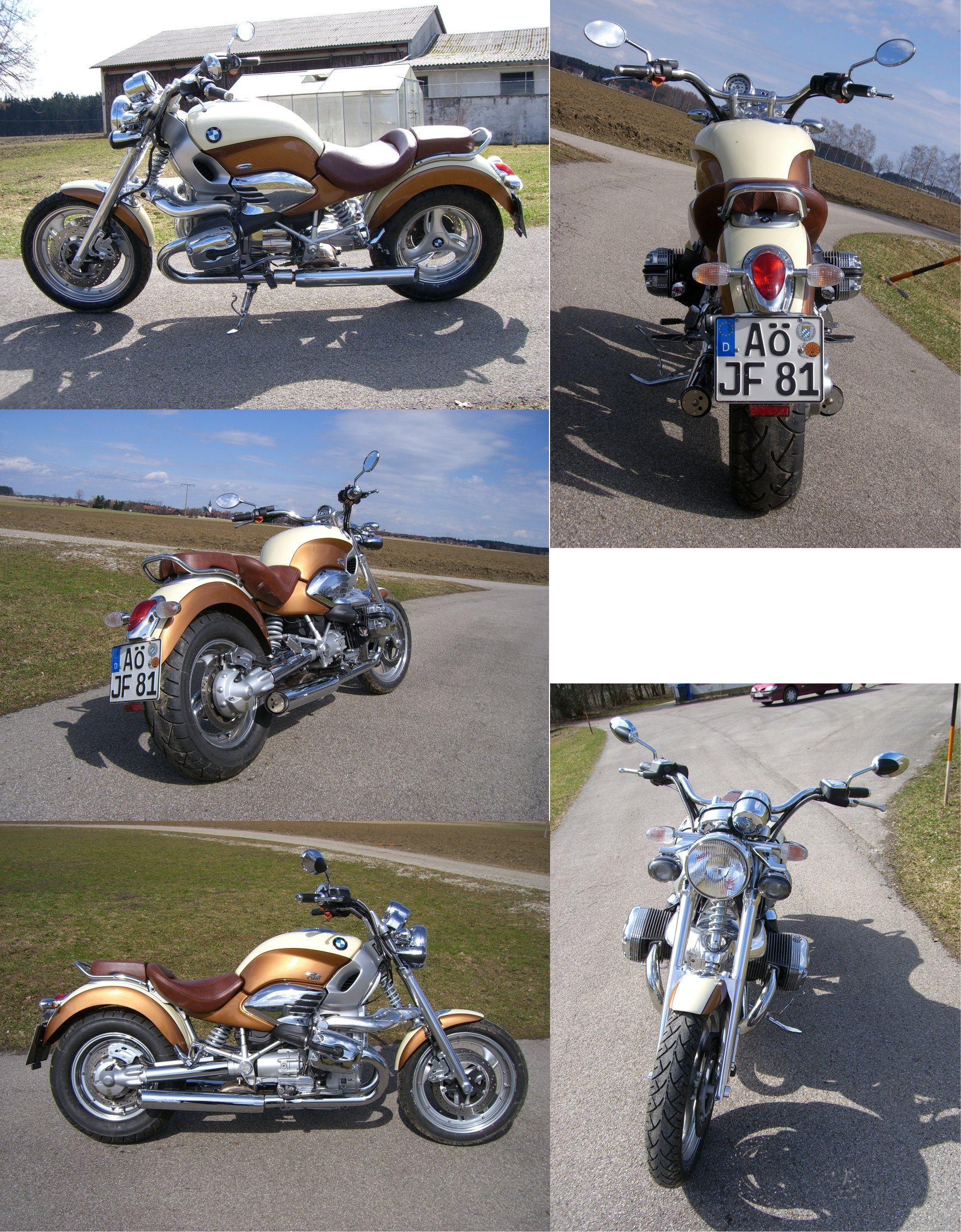
R 1200 C Independent, customized

Die BMW R 1200 C / CL ist ein Motorrad des Fahrzeugherstellers BMW, das von 1997 bis Ende 2004 hergestellt wurde. Der Cruiser wird, wie alle Modelle der R-Reihe, von einem Boxermotor mit zwei Zylindern angetrieben.

## Beschreibung
Die R 1200 C war der erste Cruiser, den BMW im Juni 1997 in Tucson der Presse präsentierte und im Herbst 1997 in das Motorradangebot aufnahm. Im Frühjahr 1999 folgte die kleinere Variante R 850 C. Auf einer BMW-Hausmesse im Juli 2002 und der Messe Intermot zwei Monate später wurde die R 1200 CL mit lenkerfester Tourenverkleidung, vier Scheinwerfern, seitlichen Tankverkleidungen und integrierten Koffern vorgestellt.
Die Produktion der R 850 C wurde im Jahr 2000 und die der R 1200 C & CL Ende 2004 eingestellt.
Grund für die Einführung eines neuen Modells im BMW-Programm waren veränderte Kundenwünsche. Die 1990er Jahre können als das Jahrzehnt der Cruiser bezeichnet werden. Zwei Zahlenvergleiche von weltweiten Motorradneuzulassungen (in den Industrienationen) über 500 cm³ Hubraum machen dies deutlich:
Während noch 1989 das Supersportsegment 36 % und das Cruiser-Segment 18 % Anteil am Gesamtmarkt hatten, gingen die Supersportler bis 1996 auf 21 % zurück und die Cruiser nahmen mit rund 200.000 Neuzulassungen auf 33 % zu. Besonders ausgeprägt ist dieser Trend im größten und dem zweitgrößten Markt: in den USA verdoppelte sich die Zahl der Cruiser von 58.000 auf über 100.000, in Deutschland verfünffachte sich die Zahl der Cruiser sogar von 8000 auf 40.000.
Das Design der R 1200 C ist eigenständig und hebt sich vom klassischen Chopper ab. Im Gegensatz zu anderen Herstellern, die sich im Cruiser-/Chopper-Segment klar an den Modellen von Harley-Davidson orientieren, hat BMW versucht, die eigene Historie in dieses Modell einfließen zu lassen. Neu war die Verwendung des BMW-typischen Zweizylinder-Boxermotors anstelle eines V-Twin; einen ähnlichen Exotenstatus haben z. B. die Dreizylinder Rocket III von Triumph oder die California von Moto Guzzi, bei der ein V2-Motor längs eingebaut ist. Ebenfalls untypisch für diese Klasse sind die technischen Finessen des BMW-Cruisers wie Antiblockiersystem, Kardanantrieb, Einarmschwinge sowie das Federungssystem Telelever. Die R 1200 C zeichnet sich insbesondere durch ihr leichtes Handling aus im Vergleich zu schwereren Cruisern wie der Triumph Rocket III oder der Honda Valkyrie Rune.
Ähnlich wie beim klassischen Chopper eignet sich die R 1200 C hervorragend für individuelle Gestaltung (Customizing), der sich Internetforen widmen.
Ende 2004 wurde die Produktion eingestellt. Möglicherweise war BMW mit der gegenwärtigen Boxermotorversion nicht in der Lage, die Marktnachfrage nach mehr Hubraum zu befriedigen (was schon Ursache für die Einstellung der 850 war), wobei Triumph mit der Rocket III und 2300 cm³ Hubraum einen für BMW-Motoren unerreichbaren Standard gesetzt hat. Auch war die Cruiser im Vergleich zur erfolgreichen R 1200 GS nur ein Nischenmodell.

## Produktplatzierung
Den hohen Bekanntheitsgrad erreichte das Modell durch geschickte Produktplatzierung von BMW, die das Motorrad durch einen Auftritt in dem James-Bond-Film Der Morgen stirbt nie einem breiten Publikum präsentierte.

## Technik
Der vordere Rahmenteil, an dem die Telelever-Aufhängung befestigt ist, besteht aus Aluminiumgusselementen, der hintere Teil aus Stahlrohren. Der Motor ist Teil der tragenden Konstruktion und ermöglicht mit einer Nennleistung von 45 kW (61 PS) eine Höchstgeschwindigkeit von 168 km/h. Die zwei Zylinder haben eine Bohrung von 101 mm Durchmesser, die Kolben einen Hub von 73 mm; das Verdichtungsverhältnis beträgt 10 : 1. Um den Radstand zu vergrößern, wurde die Einarmschwinge am Hinterrad um 90 mm verlängert und von einer Monolever-Aufhängung gefedert. Das verlängerte die Gesamtlänge der Cruiser auf 2415 mm. Die hydraulisch betätigte Einscheiben-Trockenkupplung wurde mit einem 5-Gang-Getriebe kombiniert, das auf dem 6-Gang-Getriebe der K 1200 RS basiert. Der Katalysator aus verchromtem Edelstahl gehört zur Serienausstattung. Das fahrbereite Gewicht beträgt 277 kg, die maximale Zuladung 173 kg.
Der durchschnittliche Kraftstoffverbrauch beträgt 5,5 Liter auf 100 km. Der Kraftstofftank hat ein Volumen von 17,5 Liter, davon sind 4 Liter Reserve. Der Hersteller empfiehlt die Verwendung von bleifreiem Motorenbenzin mit einer Klopffestigkeit von mindestens 95 Oktan. Die Bereifung hat vorn die Dimension 100/90 ZR 18 und hinten 170/80 ZR 15.

## Modellpflege
- 2000: Vorstellung des Modells Avantgarde (Graphit-Look), automatische Blinkerrückstellung
- 2001: Modell Independent (Custom-Look mit kleiner Speedster-Scheibe, in der Grundausstattung ohne Beifahrersitz und Beifahrerfussrasten (optional bestellbar), und zusätzlichen – ansonsten optionalen – Chromteilen)
- November 2001: das Rücklicht wird geändert
- Herbst 2002 (bis 2005): Modell R 1200 CL. Die Version CL war zusätzlich ausgestattet mit einer lenkerfesten Vollverkleidung, zwei Seitenkoffern und einem Topcase (Inneres Volumen der drei Koffer ca. 100 Liter), Radio, CD-Spieler, Chromlichtmaschinendeckel, Chromzylinderschutzbügel und Chromgepäckbügel.
- August 2003 (bis 2005): neues C Modell „Montauk“ mit Doppelzündung, Verbesserungen im Schaltgetriebe und wahlweisem Integral-ABS (Vollintegral)
- ab Modelljahr 2004: Doppelzündung, Verbesserungen im Schaltgetriebe, wahlweises Integral-ABS (Vollintegral) für alle C-Modelle; Beifahrerkomfortsitz ohne Aufpreis erhältlich
- 2005: letztes offizielles Verkaufsjahr der C-Modelle

## Wettbewerbssituation
Zum Zeitpunkt der Markteinführung waren die vergleichbaren Modelle anderer Hersteller unter anderem: Honda F6C Valkyrie, Honda NRX1800 Valkyrie Rune, Kawasaki VN 1600, Moto Guzzi California 1100, Suzuki VS 1400 Intruder, Triumph Rocket III.

## Nachfolge
Nach der Einstellung der R 1200 C und der Modellvarianten im Jahr 2005 entwickelte BMW keinen Nachfolger des Cruisers. Die BMW Custom Concept könnte allerdings eine mögliche Nachfolge für individualisierte Motorräder darstellen. Im September 2020 brachte BMW mit der R 18 einen Nachfolger im Segment der hubraumstarken Cruiser auf den Markt.

## Bilder

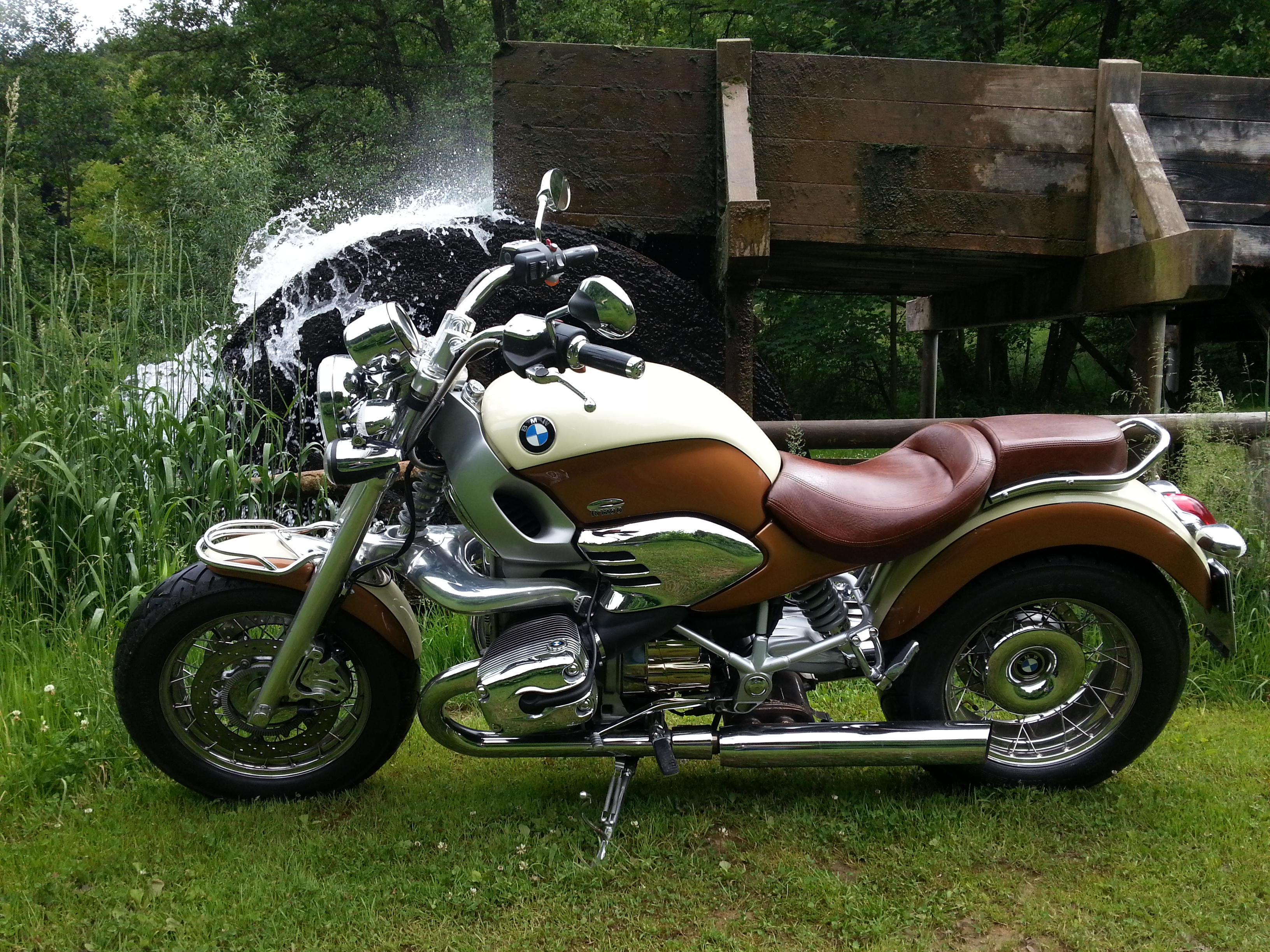
R 1200 C Independent customized
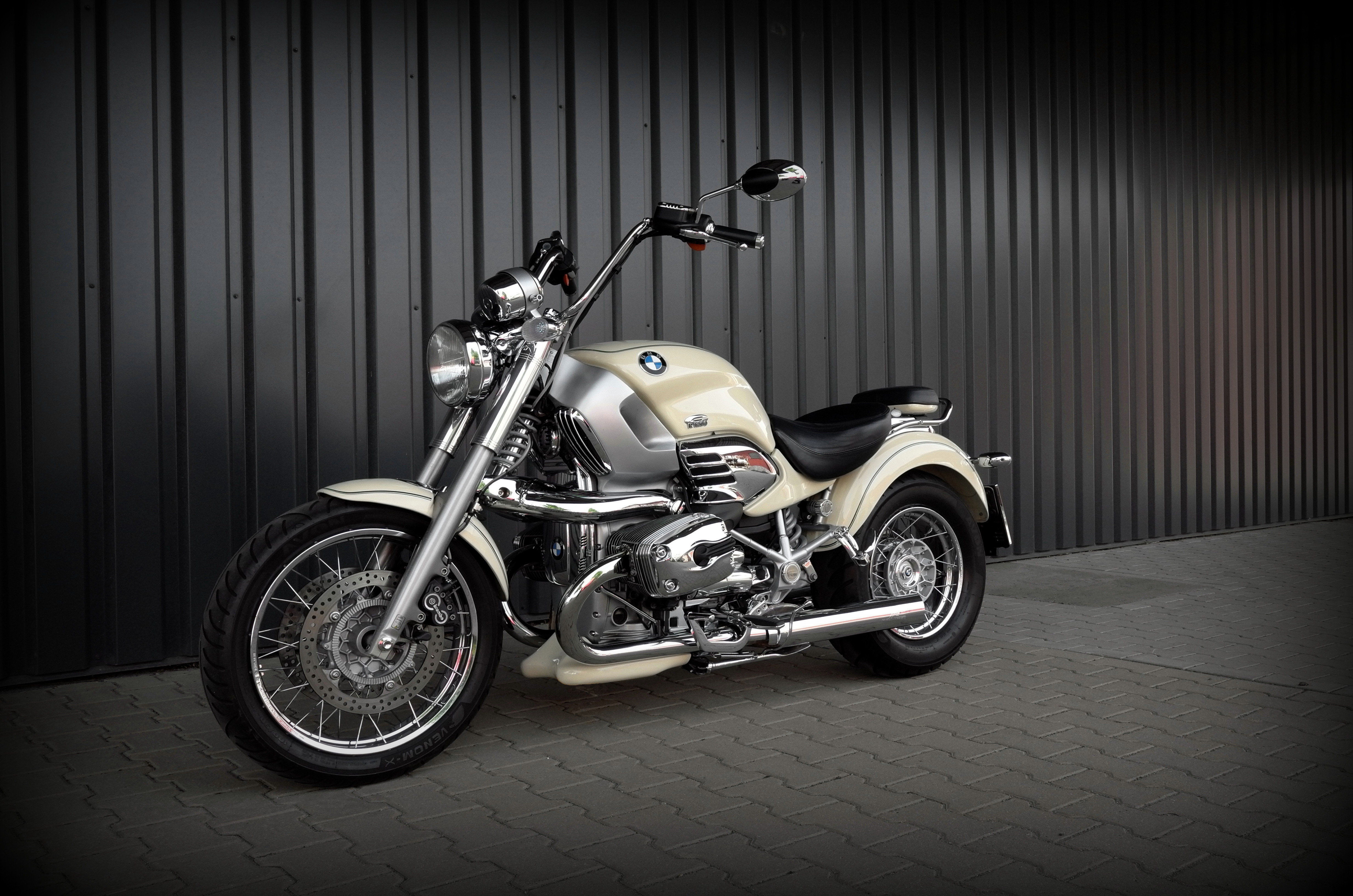
R 1200 C refined by Peer Eigenbrod
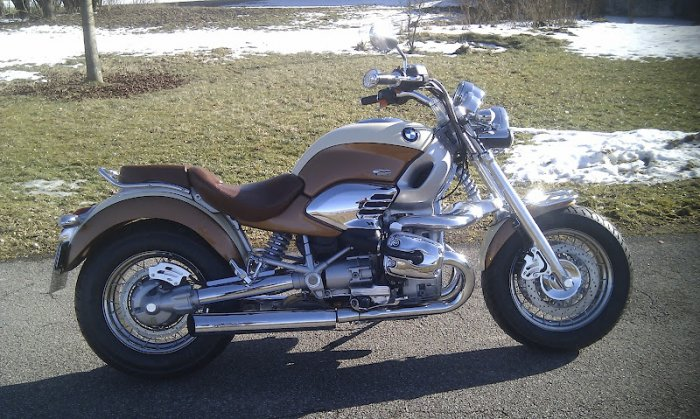
R 1200 C Independent
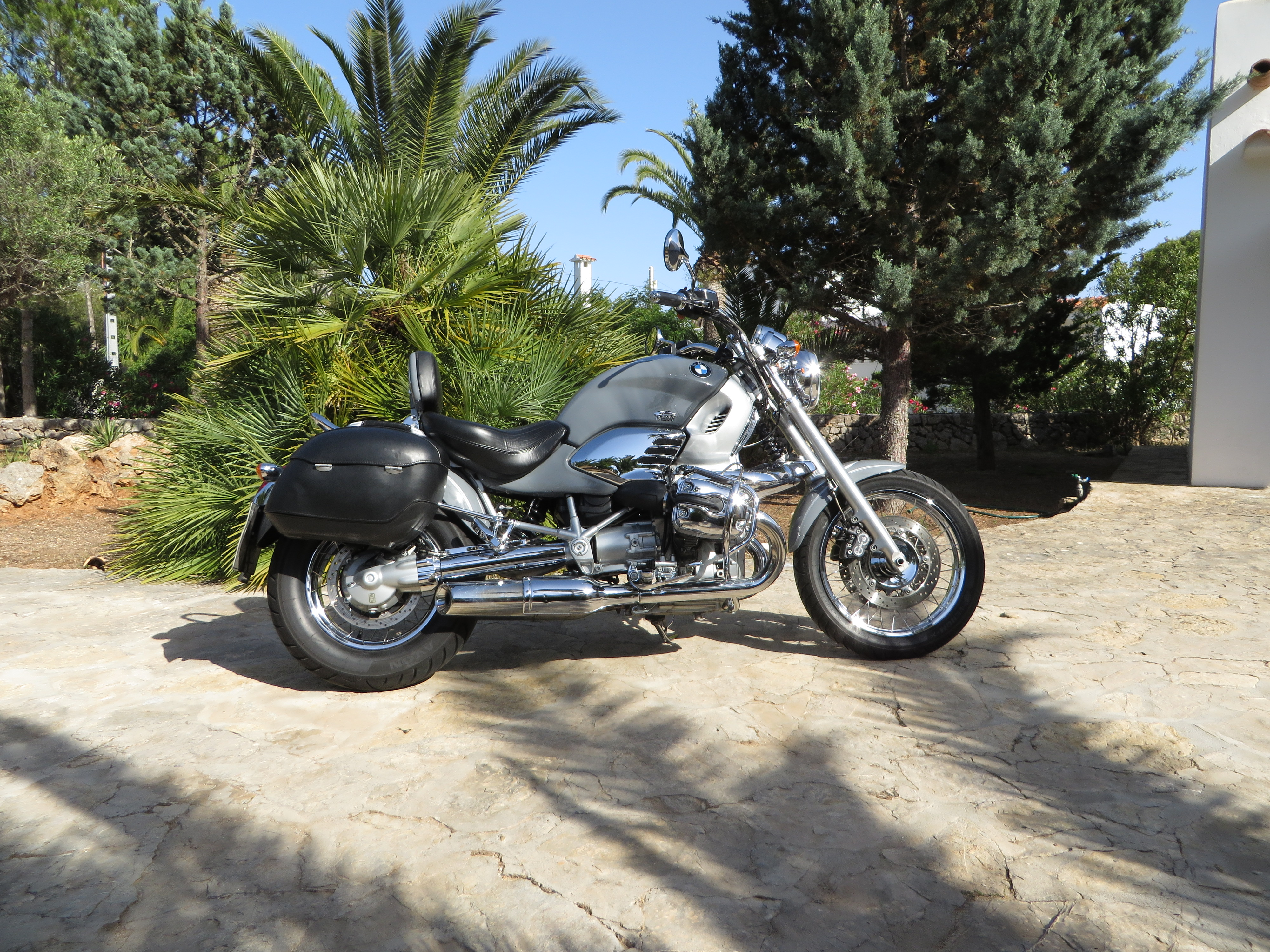
R 1200 C
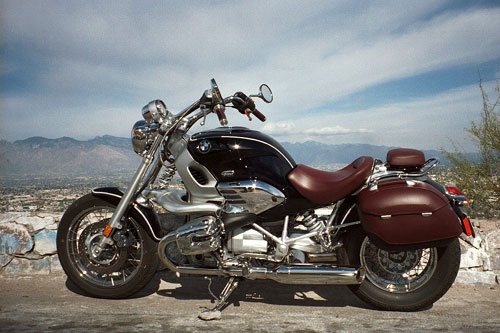
R 1200 C custom
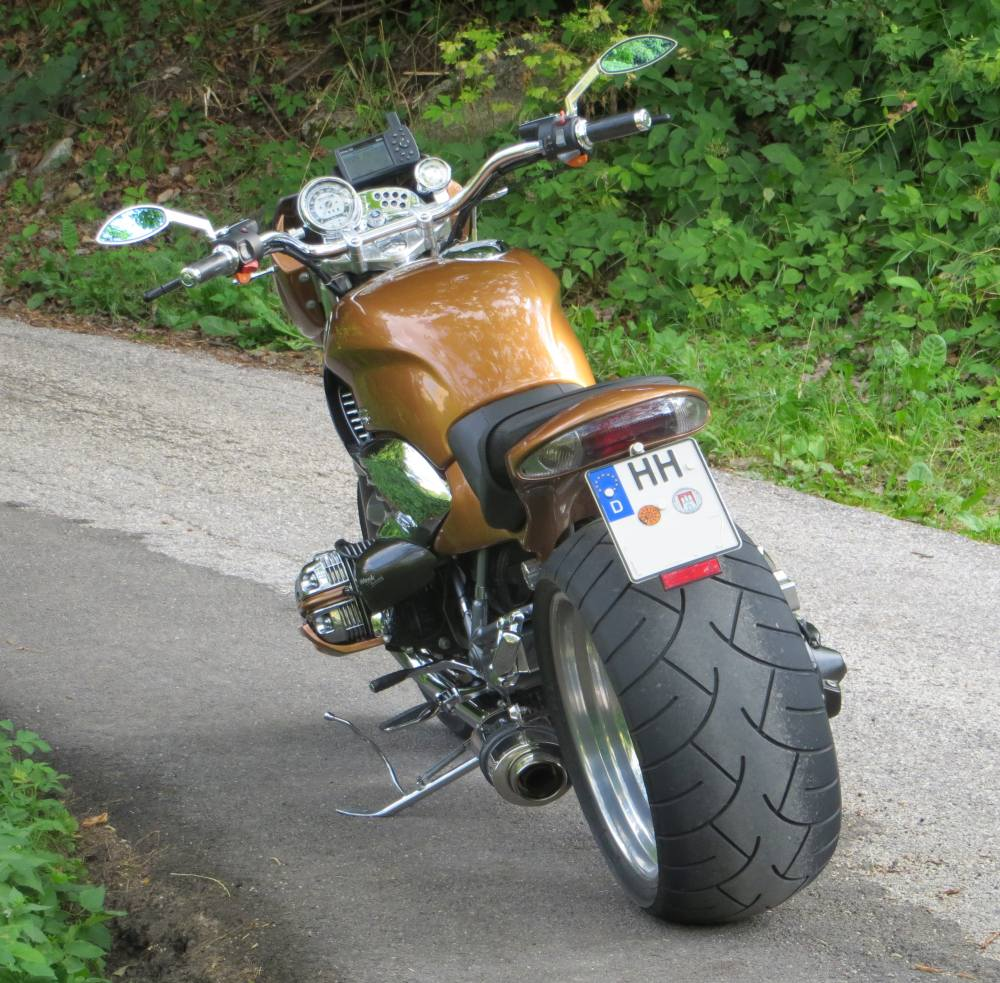
R 1200 C mit 300er Hinterrad
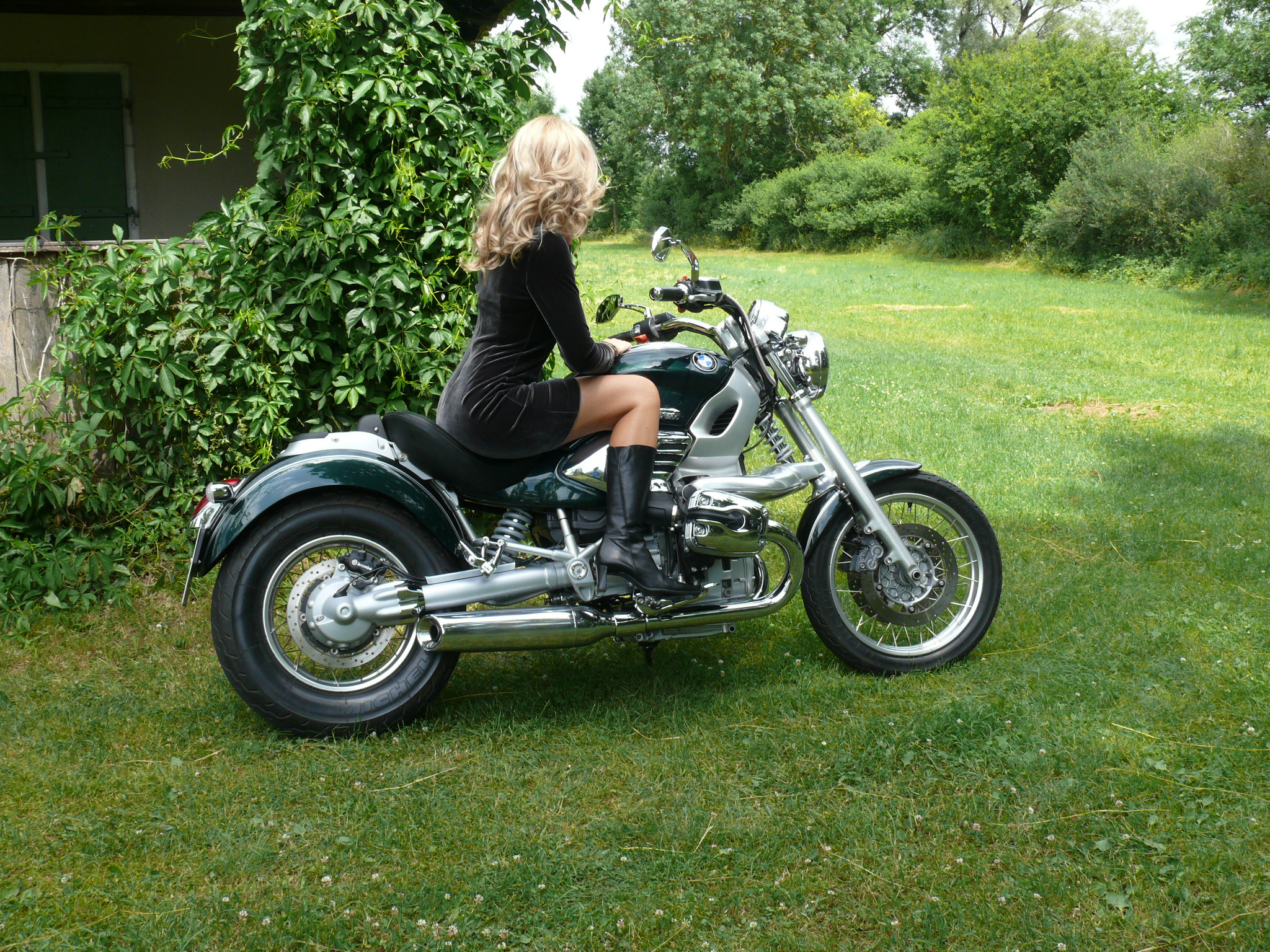
R 1200 C
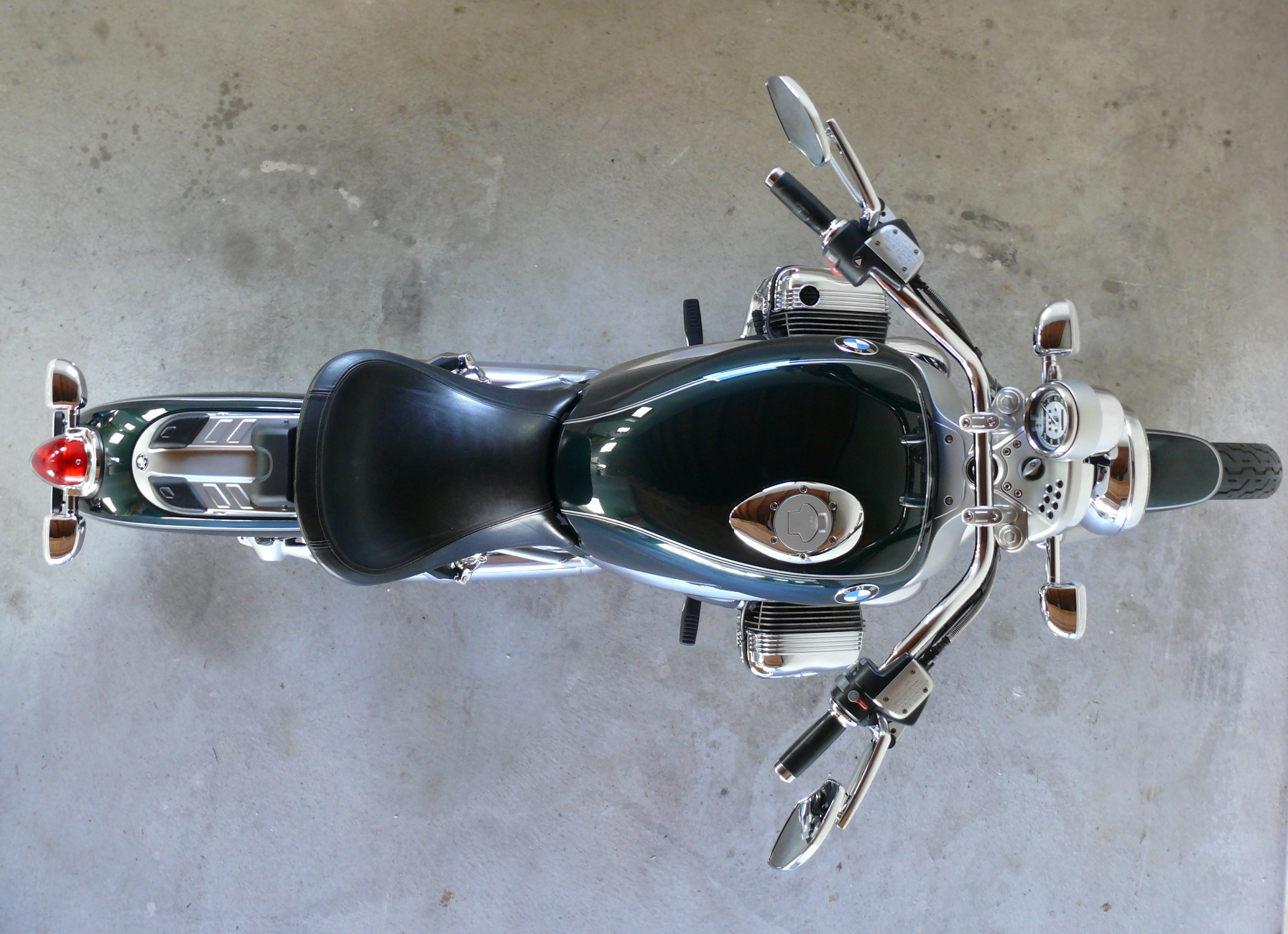
R 1200 C

## Kritik
„Als Cruiser ist diese Maschine nicht schlecht, aber sie ist auch nicht übermäßig gut: Die Aufhängung ist hart, die Lenkung reagiert langsam, durchschnittlich große Menschen finden das Motorrad unbequem, zudem vibriert es fürchterlich, sobald man sich höheren Geschwindigkeiten auch nur annähert.“

## Trivia
James Bond fährt eine R 1200 C im 1997 erschienenen Film James Bond 007 – Der Morgen stirbt nie mit extremen Stunt-Einlagen durch Saigon.
Die 2002 von Mike Myers gedrehte Parodie der Austin-Powers-Reihe Austin Powers in Goldmember beginnt mit einer wilden Verfolgungsfahrt auf einer R 1200 C.